# 哈拉尼亚特群岛

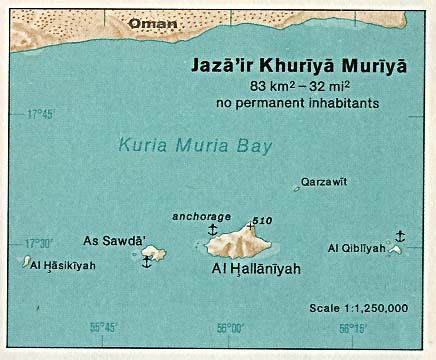
哈拉尼亚特群岛

哈拉尼亚特群岛（阿拉伯語：جزر الحلانيات），旧称库里亚穆里亚群岛（阿拉伯語：جزر خوريا موريا），阿曼西南部一群岛，位于同名海湾内，由5个海岛组成，总面积73平方公里，人口仅数十人，全部居住于最大的哈拉尼亚特岛。该群岛属佐法尔省管辖。